# 上下文 (计算机)
在计算机科学中，任务（task）的上下文（英語：context）是一个任务所必不可少的一组数据（该任务可以是进程、线程）。这些数据允许任务中断，在这之后仍可在同一个地方继续执行。上下文的这一概念在中断的任务的场景下具有重大意义，其中，任务在被中断之后，处理器保存上下文并提供中断处理（interrupt service routine）。因此，上下文越小，延迟越小。
上下文的数据可能存放于处理器寄存器、任务所利用的内存、某些操作系统管理的任务所使用的控制寄存器（control registers）。

## context在其他语言的定义

### Java
tomcat的javax.servlet.ServletContext接口的官方文档如此描述，ServletContext定义了servlet与servlet容器通讯所需要的一组方法。

### Python
Python的一个经典语法——with语句上下文管理器。如下例：
```
with
 
EXPRESSION
 
as
 
TARGET
:

    
SUITE

```

Python 3的官方文档描述如下：
上下文管理器是一个对象，它定义了在执行with语句时要建立的运行时上下文。上下文管理器处理进入和退出所需运行时上下文以执行代码块。通常使用with语句（在with语句中描述），但是也可以通过直接调用它们的方法来使用。上下文管理器的典型用法包括保存和恢复各种全局状态，锁定和解锁资源，关闭打开的文件等等。
在PEP-0343文档中提到，context是一个暧昧的词汇，并提及"runtime context"（运行时上下文）和"runtime environment"是类似的。

### Go
Go语言的context包如此描述：context包定义了Context类型，该类型包含了截止日期、取消信号以及跨API的进程间的其他用户级别范围的变量。